# Witold Węsławski
Witold Jan Narcyz Węsławski (ur. 29 października 1855 w Giegranach, zm. 27 maja 1930 w Wilnie) – polski lekarz, doktor nauk medycznych, działacz społeczny, oświatowy i narodowy, radny Wilna, twórca i długoletni prezes Polskiej Macierzy Szkolnej Ziem Wschodnich.  

## Życiorys
Ukończył Gimnazjum w Lipawie. W 1883 został absolwentem studiów lekarskich na Cesarskim Uniwersytecie Warszawskim. W trakcie nauki uczestniczył w Kole Młodzieży Narodowej. Wiedzę medyczną pogłębiał następnie w Wiedniu.  
Po ukończeniu studiów praktykował w Dołhinowie, lecz szybko przeniósł się do Wilna. Prowadził cichą pracę oświatową, wożąc w walizce lekarskiej, obok leków i instrumentów, drobne książki ludowe. Wraz z żoną prowadził salon literacki i muzyczny. Był członkiem Towarzystwa (Neo) Szubrawców. Należał do Wileńskiego Towarzystwa „Lutnia”. W 1886 założył w Wilnie tajne Towarzystwo Oświaty Narodowej. Został członkiem Ligi Narodowej i przez pewien czas pełnił funkcję jej komisarza na Wileńszczyźnie. Należał do założycieli i przywódców Stronnictwa Narodowo-Demokratycznego w Wilnie i okolicach. Podczas wyborów do rosyjskiej Dumy w 1906 był prezesem Centralnego Komitetu Wyborczego Wilna. Po wyborach dołączył do Komitetu Krajowego Litwy i Rusi, które popierało utrzymanie w Dumie Koła Kresowego. Był członkiem założycielem wileńskiego gniazda Polskiego Towarzystwa Gimnastycznego „Sokół”. Działał w Towarzystwie Tatrzańskim. Należał do współtwórców czasopisma „Zorza Wileńska”. Był członkiem zarządu Pogotowia Ratunkowego w Wilnie. Należał do Wileńskiego Towarzystwa Dobroczynności, a także był członkiem zarządu Towarzystwa Opieki nad Dziećmi i członkiem założycielem Towarzystwa Doraźnej Pomocy Lekarskiej w Wilnie.  
W 1915 został członkiem Komitetu Obywatelskiego. W tym samym roku stanął na czele Komitetu Edukacyjnego w Wilnie. W 1916 założył Towarzystwo Szkoły Katolickiej. Był kierownikiem sekcji śniadań dla dzieci w szkołach Polskiego Towarzystwa Pomocy Ofiarom Wojny. Został aresztowany przez bolszewików i przez pewien czas był osadzony w więzieniu na Łukiszkach.   
W 1918 wybrano go radnym wileńskiej Rady Miejskiej. 21 grudnia 1918 wraz z przedstawicielami innych partii podpisał deklarację do władz niemieckich w sprawie niezależności Litwy od obu mocarstw prowadzących wojnę. W 1919 utworzył i został pierwszym prezesem Polskiej Macierzy Szkolnej Ziem Wschodnich, którą to funkcję sprawował do końca swojego życia. W 1920 był okręgowym inspektorem szkolnym w Wilnie. W tym samym roku został członkiem Komitetu Zjednoczenia Kresów Wschodnich z Rzecząpospolitą Polską. Pełnił honorową funkcję ojca chrzestnego sztandaru wileńskiego koła Narodowej Organizacji Kobiet, które to koło zakładała jego żona Emilia Węsławska. Był zastępcą przewodniczącego wileńskiego koła Towarzystwa Opieki Kulturalnej im. Adama Mickiewicza. Zaangażował się w budowę Pomnika Adama Mickiewicza w Wilnie zostając członkiem komitetu budowy. Podczas wyborów do Sejmu Litwy Środkowej wszedł w skład Polskiego Centralnego Komitetu Wyborczego. W 1925 został wybrany sędzią honorowym miasta Wilna. W tym samym roku był prezesem Miejskiej Komisji Kulturalno-Teatralnej. Podczas wyborów parlamentarnych w 1928 wszedł w skład prezydium Komitetu Wyborczego Katolicko-Narodowego. W 1929 wszedł w skład Komitetu Ogólnonarodowego Obchodu Dziesięciolecia Traktatu Wersalskiego. Z okazji 350-lecia Uniwersytetu Stefana Batorego w Wilnie został uhonorowany tytułem doktora honoris causa tegoż uniwersytetu.  Był wiceprezesem Zjednoczenia Polskich Towarzystw Oświatowych. Należał do Towarzystwa Przyjaciół Nauk w Wilnie. Był członkiem Wileńsko-Nowogródzkiej Izby Lekarskiej, honorowym członkiem Wileńskiego Towarzystwa Lekarskiego i honorowym prezesem Zrzeszenia Lekarzy Kasy Chorych Miasta Wilna.  
Zmarł po długich i ciężkich cierpieniach 27 maja 1930 w Wilnie. 29 maja został pochowany na Cmentarzu Na Rossie w Wilnie. Jego pogrzeb był wielką manifestacją środowisk narodowych.  

## Rodzina
Był synem Antoniego Węsławskiego, marszałka szlachty powiatu teleszewskiego i powstańca styczniowego, oraz Kazimiery z Zenfeld-Gadonów. Jego bratem był adwokat, poseł do Dumy i prezydent Wilna – Michał Węsławski. 21 lutego 1884 w kościele św. Aleksandra w Warszawie ożenił się z Emilią Franciszką Sariusz-Bielską, tłumaczką, publicystką, działaczką społeczną i narodową. Mieli razem córkę Janinę po mężu Burhardtową, działaczkę narodową i społeczną, oraz syna Stanisława, adwokata. Jego wnuczką była Halina Mikułowska, etnografka i muzealniczka. 

## Ordery i odznaczenia
- Krzyż Komandorski Orderu Odrodzenia Polski (2 maja 1922)[38][39]